# Poustiquet
Poustiquet est un comic strip du Français Bindle (Roland Vagnier) publié quotidiennement dans Paris Normandie de 1947 à 1974.
Poustiquet est un homme rondouillard, chauve et jovial qui vit avec son épouse Hortense. Dans les années 1950 et 1960, son importante notoriété locale déboucha sur divers produits dérivés et un magazine hebdomadaire.

## Autres supports
- Histoire de chasse et faits d'hiver - Bande dessinée - 1977
- Jocko et Poustiquet - Revue - de 1954 à 1956 (90 numéros)